# Fehér tarlógomba
A fehér tarlógomba (Leucoagaricus leucothites) a kalaposgombák rendjébe, a csiperkefélék családjába tartozó faj. Fiatalon ízletes, ehető, de fogyasztását nem ajánlják, mert leginkább szennyezett élőhelyeken fordul elő. Júliustól októberig lelhető fel.

## Megjelenése
Mérete 5-15 centiméter között változik. Kalapja 10-15 centiméter átmérőjű, általában fehér színű, a közepe néha szürkés vagy krémszínű. A fiatal példányok gömbölyű kalapja hamar kiterül. Erős napon vagy gyors időjárás változás során pikkelyesen, táblásan felrepedezhet. A tönk 10-12 centiméter hosszú, 0,6-1,5 centiméter átmérőjű, lefelé vastagodó, belül üreges, fehér színű. Vékony gallérja könnyen letörik, ezért gyakran csupasz tönkkel fordul elő. A tráma sűrű, fehér, szabadon álló lemezekkel borított. A legtöbb csiperkefélével ellentétben a lemezek nem sötétednek meg, csak nagyon idős korban, akkor is halvány rózsaszín vagy krémszínűre. Húsa maradandóan fehér, nem sötétedik, kellemes illatú, ízletes.

## Összetéveszthető
- Gyilkos galóca (Amanita phalloides)
- Citromgalóca (Amanita citrina)
- Fehér galóca (Amanita verna)
- Csiperkék (Agaricaceae)
- Pöfetegek (Lycoperdaceae)

## Elterjedése
Nagyon elterjedt faj. Hazánkban is megtalálható. Kertekben, parkokban, mezőkön, utak mentén egyaránt előfordul.